# Miris kiše na Balkanu
Miris kiše na Balkanu je srbijanska dramska serija snimljena prema istoimenom romanu Gordane Kuić.
Serija obuhvaća razdoblje od 1914. do 1945. godine i prati život članova obitelji Salom, sefardskih Židova koji su došli u Sarajevo krajem 17. stoljeća. Serija je snimana u Beogradu, Pančevu, Sarajevu i Dubrovniku.

## Radnja
U središtu priče je obitelj Salom. Otac Leon i majka Estera imaju pet kćeri: Blanki, Riki, Buku, Ninu i Klaru, kao i sina Isaka. Njihove životne sudbine prelamaju se kroz ratove i stradanja, ljubavi i razočaranja, sreću i tugu... Stalne selidbe i progoni sefardskih Židova kroz stoljeća sudbina je i njihovog života, pa iz rodnog Sarajeva odlaze u razne gradove tadašnje zajedničke države, kao i u mnoge druge europske i svjetske gradove. Kroz priču svog života nas vodi stara Blanki Korać listajući požutjeli dnevnik u stanu prepunom fotografija. 
Radnja serije počinje u Sarajevu, 1914. godine uoči dolaska Franza Ferdinanda. Najstarija kćer obitelji Salom, Buka, zaljubljena je u starog antikvara Davida, dok se ona sviđa mladome Danijelu. David pokušava uvjeriti Buku da je za nju bolje da se uda za Danijela. Otac obitelji, Leon, je urar, a s njim radi i njegov jedini sin Isak. Leonova kćerka Riki želi postati balerina. U Sarajevo stiže Franz Ferdinand, a ovacije prekida pucanj. Nina, Buka i Danijel nekako se uspiju izvući iz gužve, a Blanki izgubi Riki. Počinje 1. svjetski rat. Atlet mora u austrougarsku vojsku i svi ga prate na vlak. Nastupaju bijeda i nemaština koje postaju svakodnevica u domu Salomovih u ratnim godinama. Koncem rata Atlet se vrati iz vojske a Buka se udaje za Danijela. Nina se viđa sa Škorom (Goran Navojec), a Estera joj prigovara zbog veze s njim. Blanki istu večer na svom prozoru nađe pismo i ružu od Marka. Danijelovo mentalno stanje je sve gore, a Buka je u drugom stanju. Nina je očajna i prespavala je na podu svog salona, a ujutro joj stiže poruka da je Škoro ranjen i da leži u sarajevskoj bolnici. Završava 1. svjetski rat. Nina i Škoro se vjenčaju u dvorištu doma Salomovih. Salomovi odlaze Papovima proslaviti rođenje blizanaca, Leona i Kokija. Marko je otvorio u Sarajevu trgovačko poduzeće "Neretva", Blanki ga posjećuje, ali naleti na njegovu ljubavnicu Eli. Riki nastupa u dvorani društva "Benevolencija" gdje je prijatelj Greteninog oca nakon nastupa pozove u Beč, u svoju baletnu školu.

## Uloge
- Mirka Vasiljević kao Blanki Salom
- Siniša Ubović kao Marko Korać
- Aleksandra Bibić kao Riki Salom
- Kalina Kovačević kao Nina Salom
- Goran Navojec kao Škoro
- Tamara Dragičevič kao Buka Salom  †
- Milan Vasić kao Danijel Papo  †
- Marija Vicković kao Klara Valić
- Stipe Kostanić kao Ivo Valić
- Predrag Ejdus kao Leon Salom  †
- Ljiljana Blagojević kao Estera Salom  †
- Stefan Buzurović   kao Atleta Salom
- Igor Damjanović kao Miloš Ranković  †
- Srđan Karanović kao Vladeta Dragutinović
- Nataša Balog kao Zrinka

## Vanjske poveznice
- Najavna špica serije